# Plaza Hotel
El Plaza Hotel és un dels més cèlebres hotels de New York. Està situat davant de Central Park, sobre la Cinquena Avinguda, a Manhattan. L'edifici actual, construït el 1907, és un immoble del que l'estètica recorda la dels castells francesos del Renaixement. Ofereix una realitat que contrasta amb els gratacels del voltant, d'arquitectura més moderna, fins i tot futurista.
L'èxit del seu Penthouseva provocar un ràpid desenvolupament d'apartaments àtics de luxe similars a la majoria de les grans ciutats dels Estats Units els anys següents.
El 1988, Donald Trump (en la seva època d'inversionista immobiliari) va recomprar el Plaza per la suma de 407 milions de dòlars. Va escriure aleshores al New York Times: «No he comprat un immoble, he comprat una obra mestra ». El va revendre el 2004 a ElAd Properties per 675 milions de dòlars. L'hotel ha estat tancat el 2005 per a fer-hi una important renovació.
Com nombrosos altres edificis novaiorquesos, el Plaza Hotel ha aparegut a nombroses telecomèdies americanes que es desenvolupen a New York, així com a nombroses pel·lícules i sèries de televisió.
El 22 de setembre de 1985, hi són signats entre cinc grans països del G-7 els acords del Plaza, per a una intervenció sobre el mercat dels canvis.